# شهر زنان (فیلم ۱۹۸۰)
شهر زنان (ایتالیایی: La città delle donne) فیلمی در ژانر فانتزی به کارگردانی فدریکو فلینی است که در سال ۱۹۸۰ منتشر شد.

## بازیگران
- مارچلو ماسترویانی
- اتوره مانی
- فیامتا بارالا
- گابریلا جورجلی
- مارینا هدمن
- مارینا کونفالونه
- مالیسا لونگو
- لوچانا تورینا
- ژوزیان تانزیلی
- میمو پُلی
- فرانکو دیوجنه
- دومینیک لابوریه
- بریگیته پترونیو
- ماریا تدسکی
- مارچلا دی فولکو